# Экспортин
Экспортин 1 (XPO1), также известный как chromosomal maintenance 1 (белок поддержания структуры хромосом 1, CRM1) - эукариотический белок, который является представителем семейства импортинов-бета и опосредует экспорт белков, рРНК, мяРНК и некоторых иРНК из ядра.

## История
Исходно XPO1 (CRM1) идентифицирован в делящихся дрожжах Schizosaccharomyces pombe при генетическом скрининге и определено, что он вовлечен в контроль структуры хромосом 

## Функция
Экспортин 1, в числе прочего, опосредует транспорт из ядра белков, зависимый от богатого лейцином сигнала транспорта из ядра  (NES). Экспортин 1 специфически ингибирует экспорт из ядра Rev и мяРНК U. Он вовлечен в контроль нескольких клеточных процессов, контролируя локализацию циклина B, MAPK и MAPKAP-киназы 2. Этот белок также регулирует NFAT и AP-1.

## Взаимодействия
Показано, что XPO1 взаимодействует с:
- APC,[11]
- CDKN1B,[12][13]
- CIITA,[14][15]
- NMD3,[16]
- Нуклеопорином 62,[17][18]
- RANBP1,[19][20]
- RANBP3,[17][21]
- Ran,[11][19][22]
- SMARCB1,[23]  и
- p53.[24][25]